# 戴高乐将军广场 (里尔)

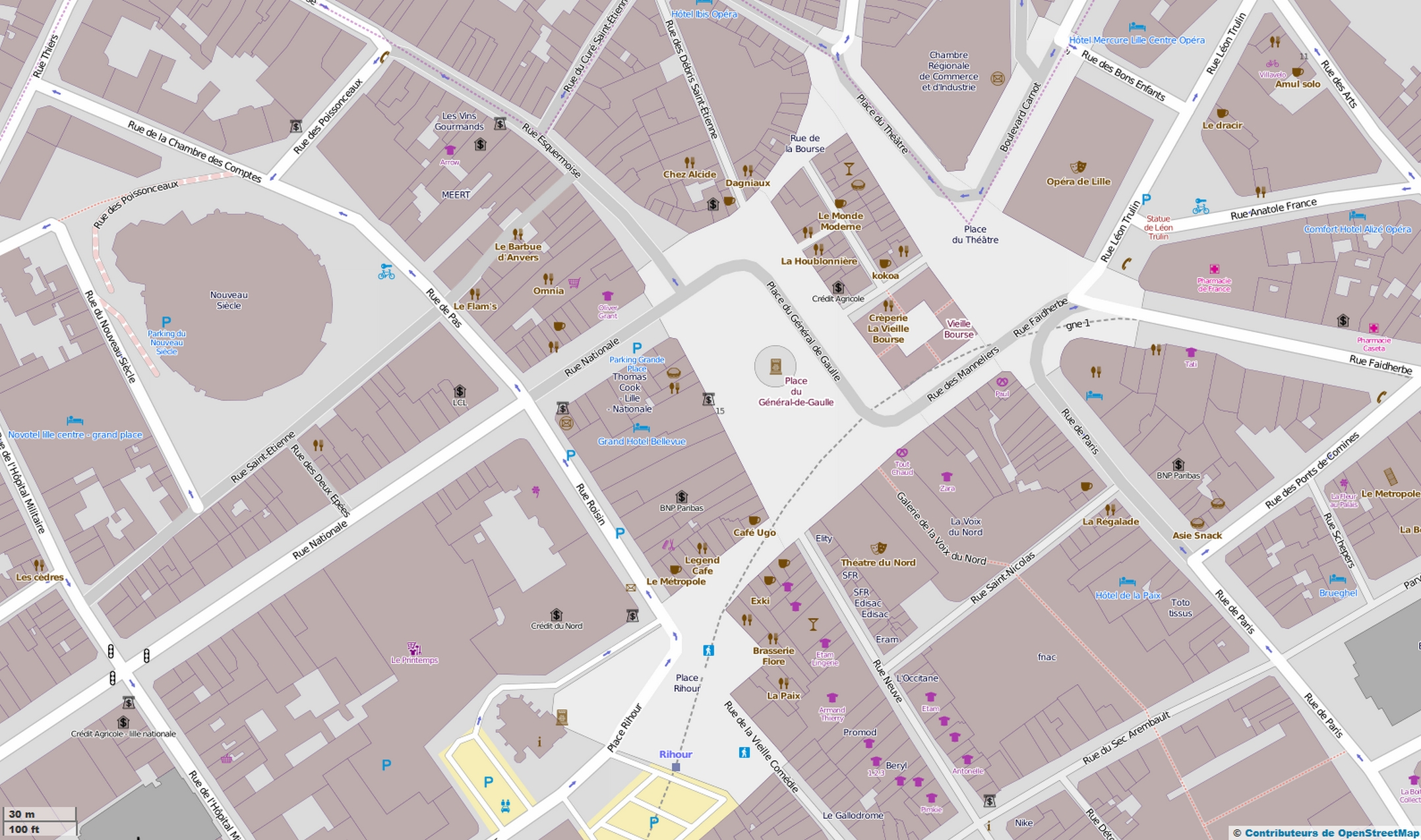

戴高乐将军广场（Place du Général-de-Gaulle）是法国北部-加来海峡大区里尔的中心广场，长方形，长155米，宽72米。毗邻剧院广场（place du Théâtre）和里乌尔广场（place Rihour）。
广场中央是建于1845年的女神圆柱。广场周边的历史建筑包括北方剧院（Théâtre du Nord）和老证券交易所（Vieille Bourse）等。

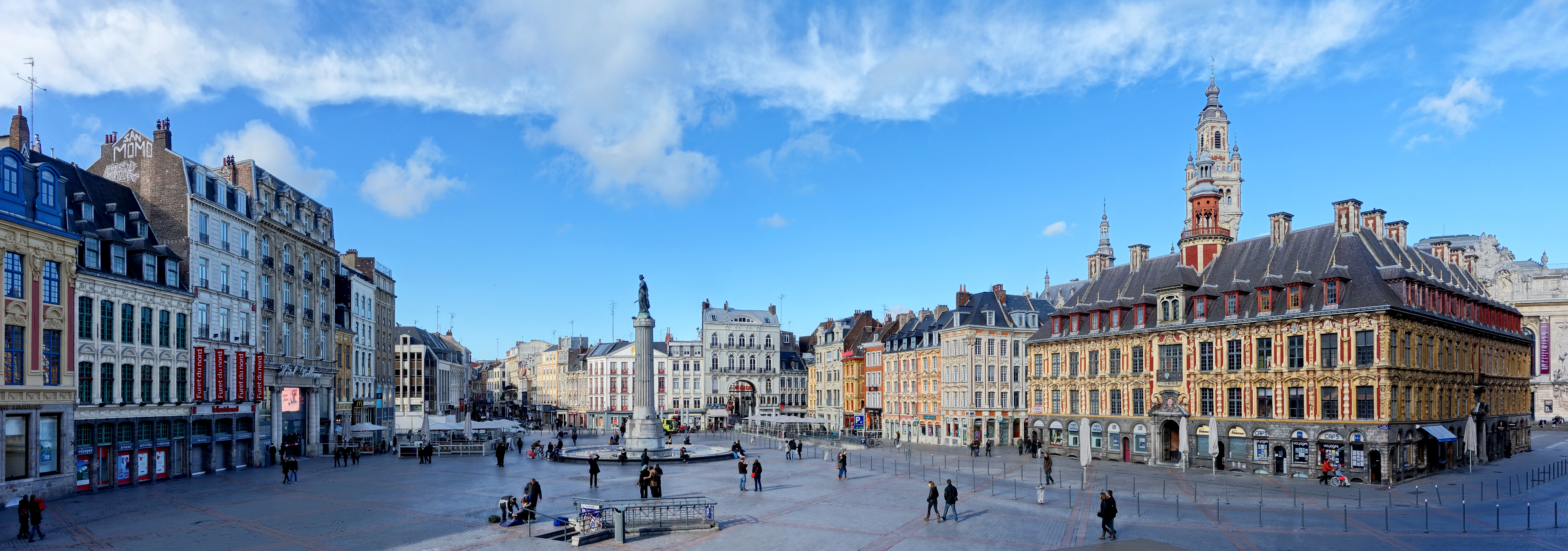
广场全景

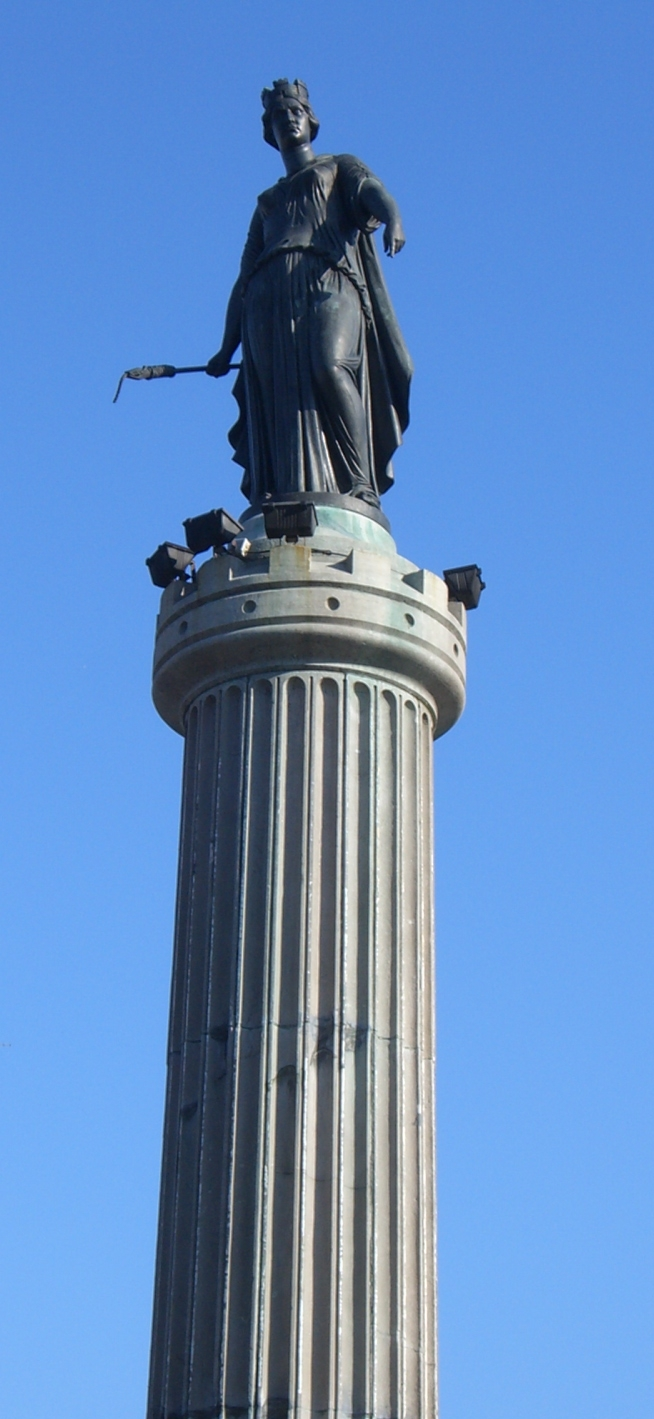
女神圆柱
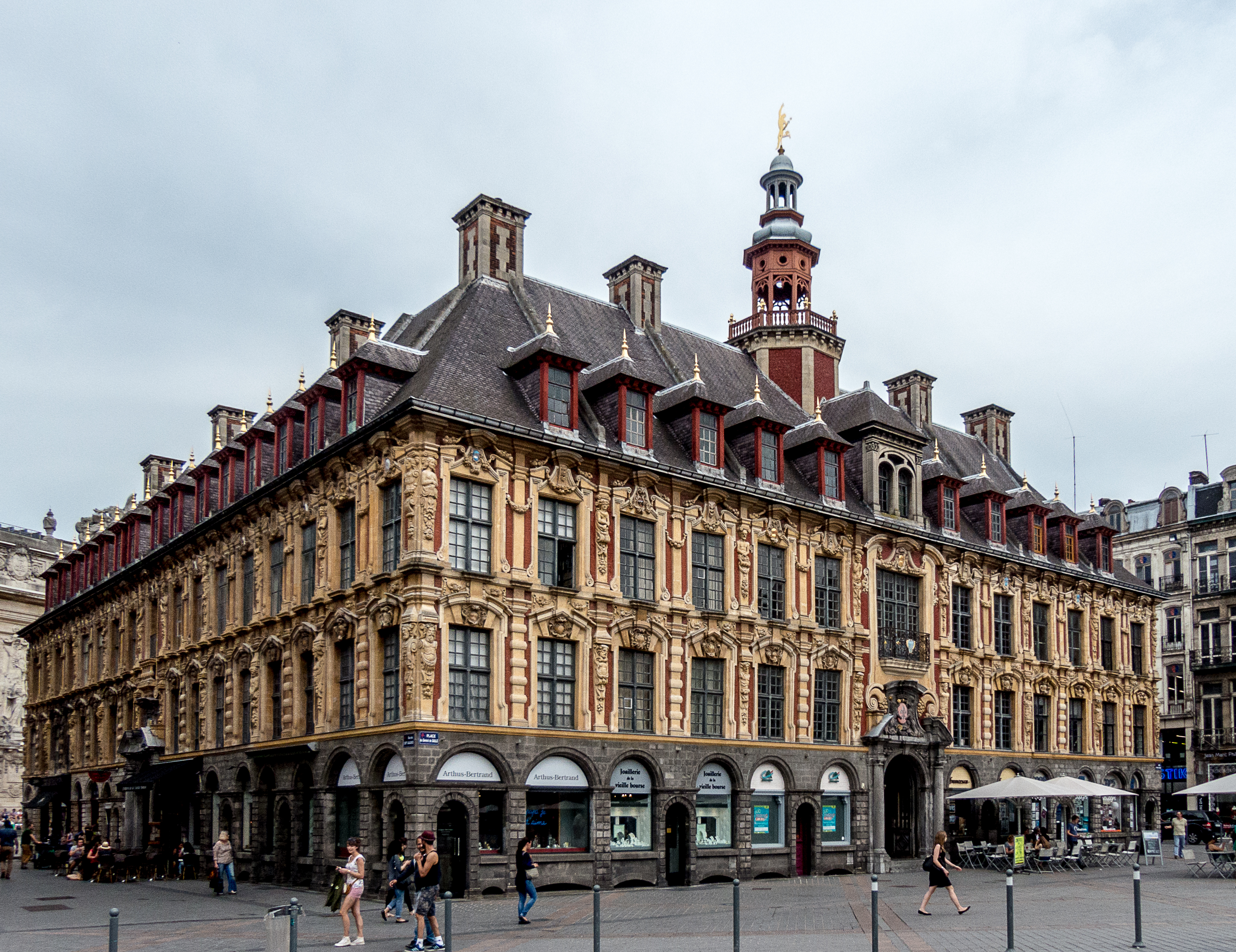
老证券交易所
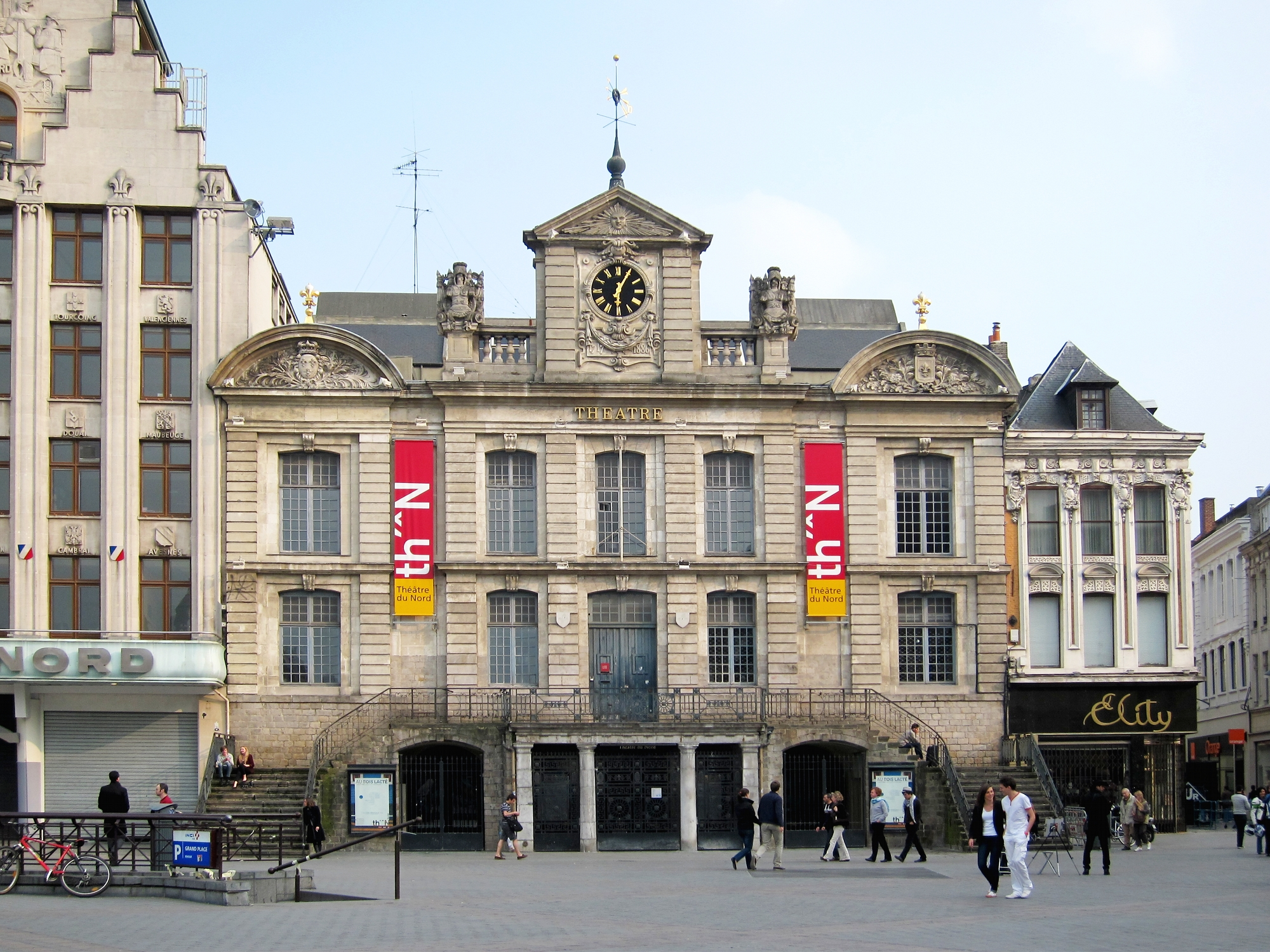
北方剧院
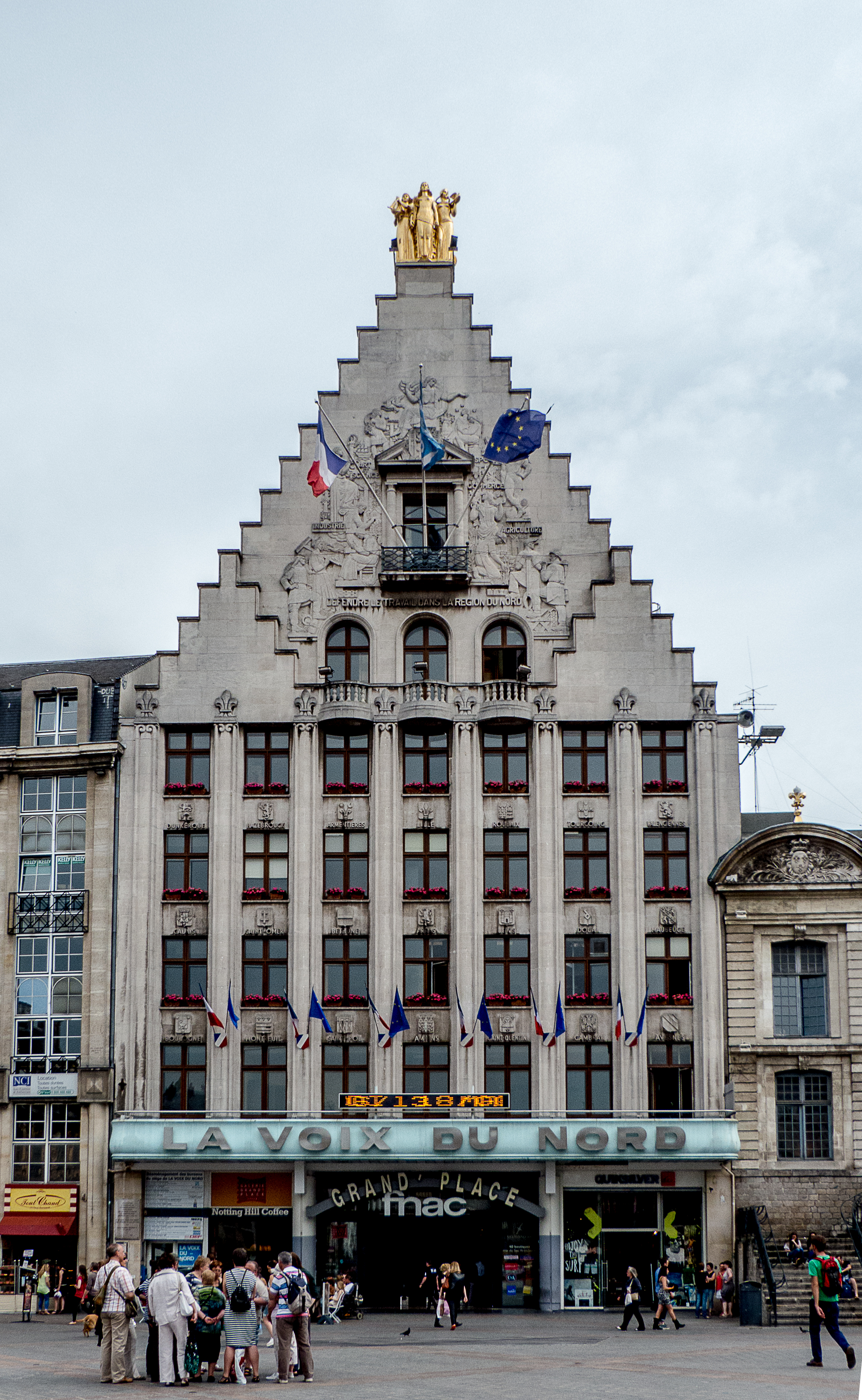
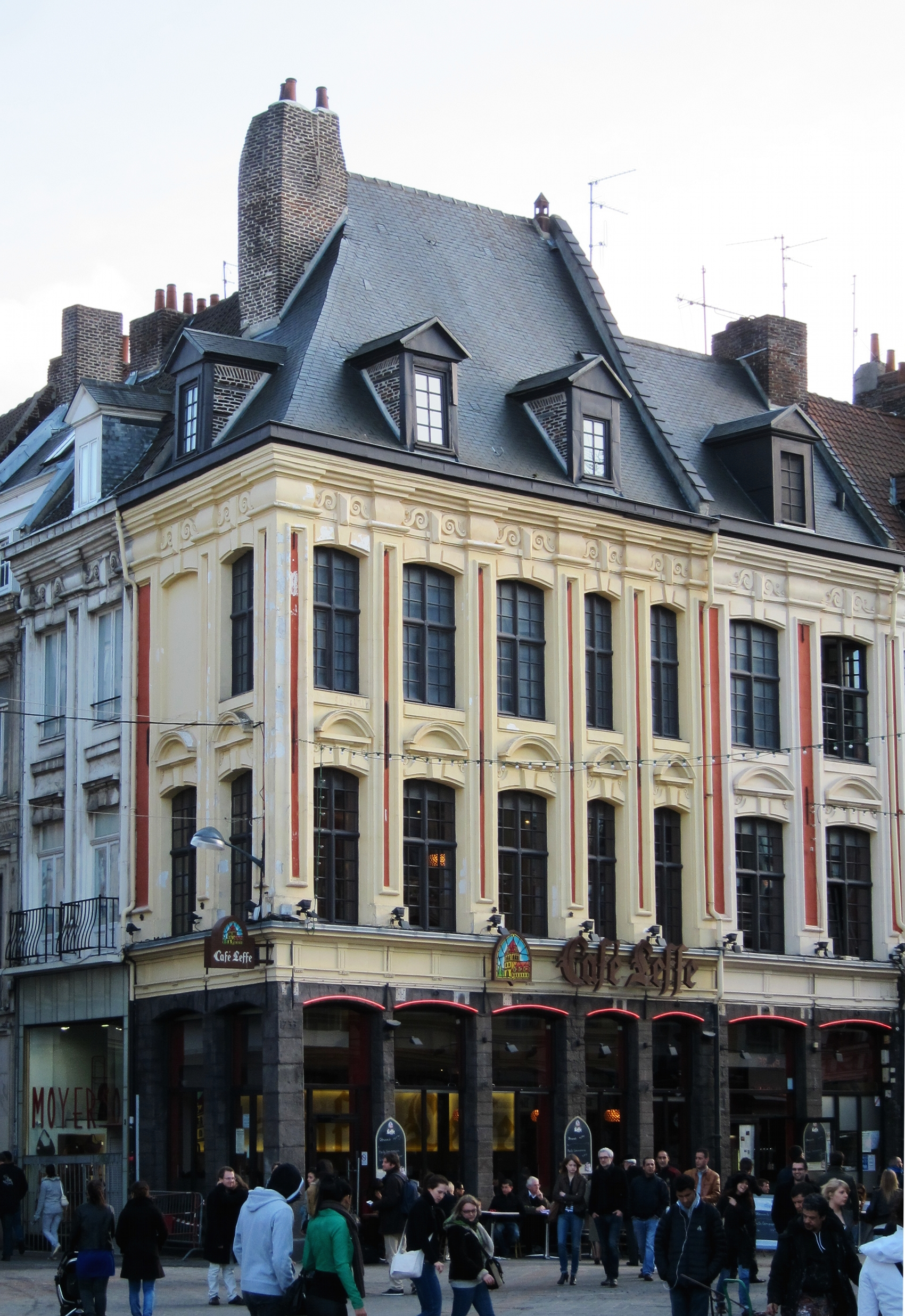
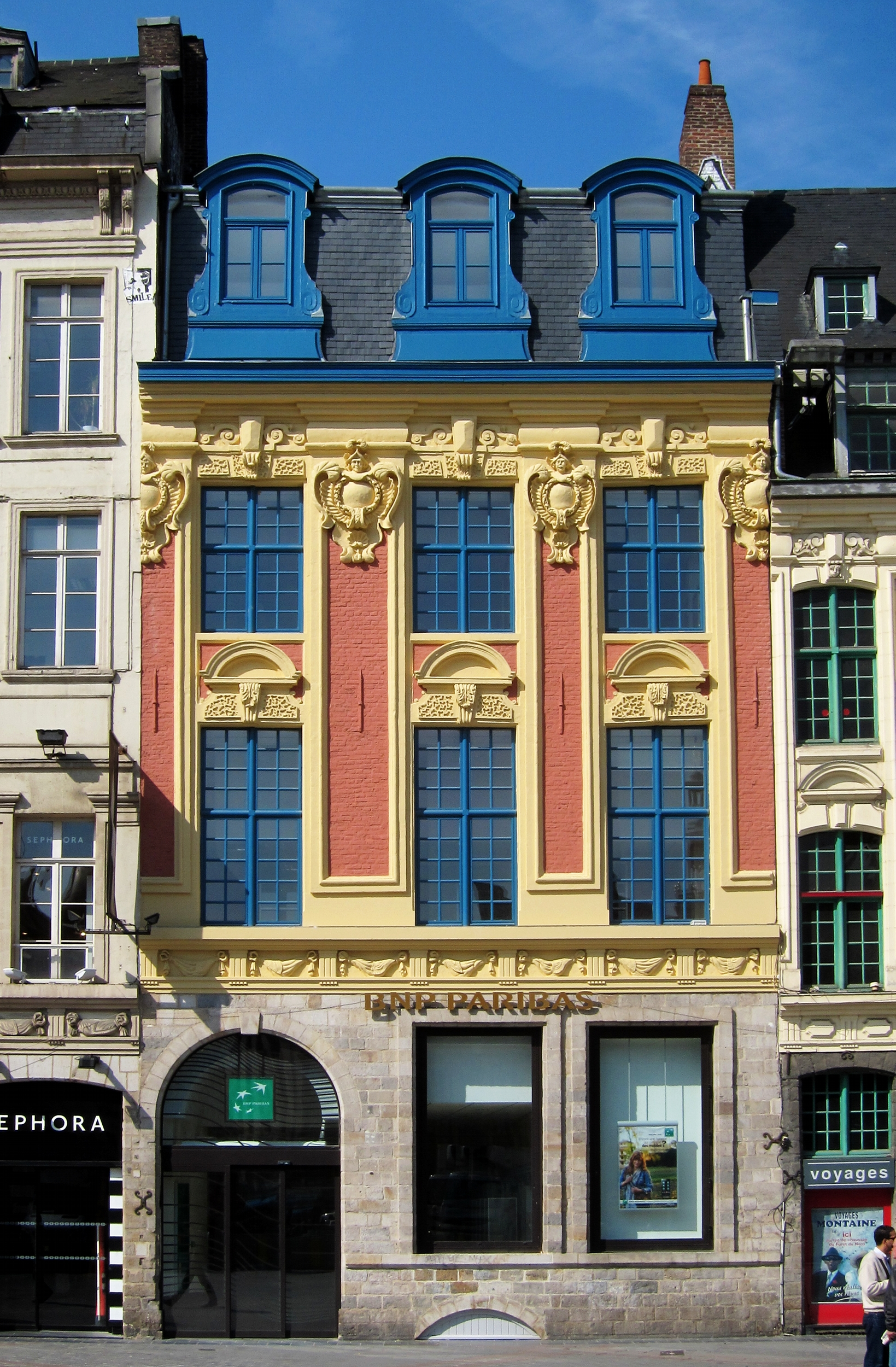
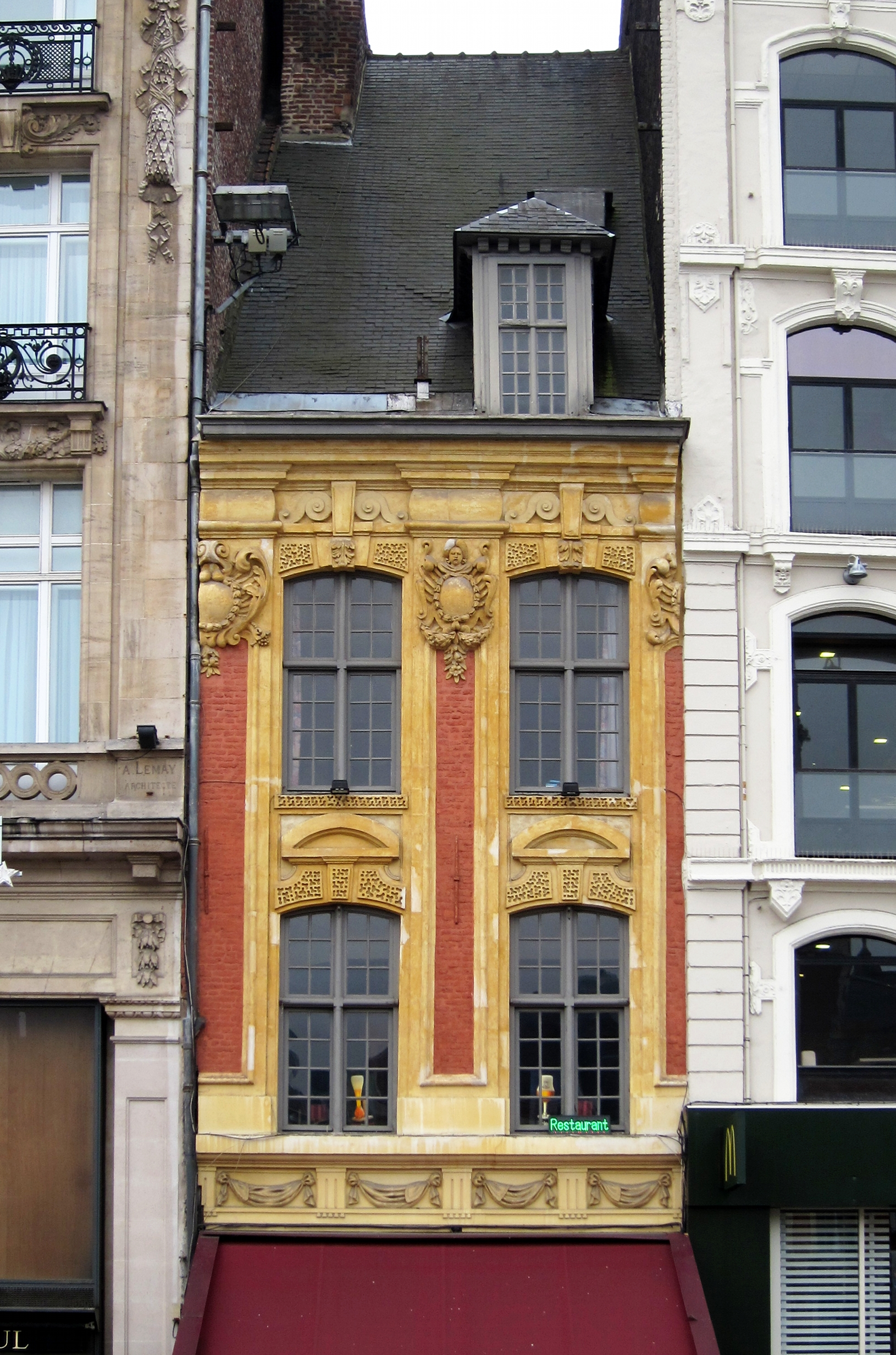
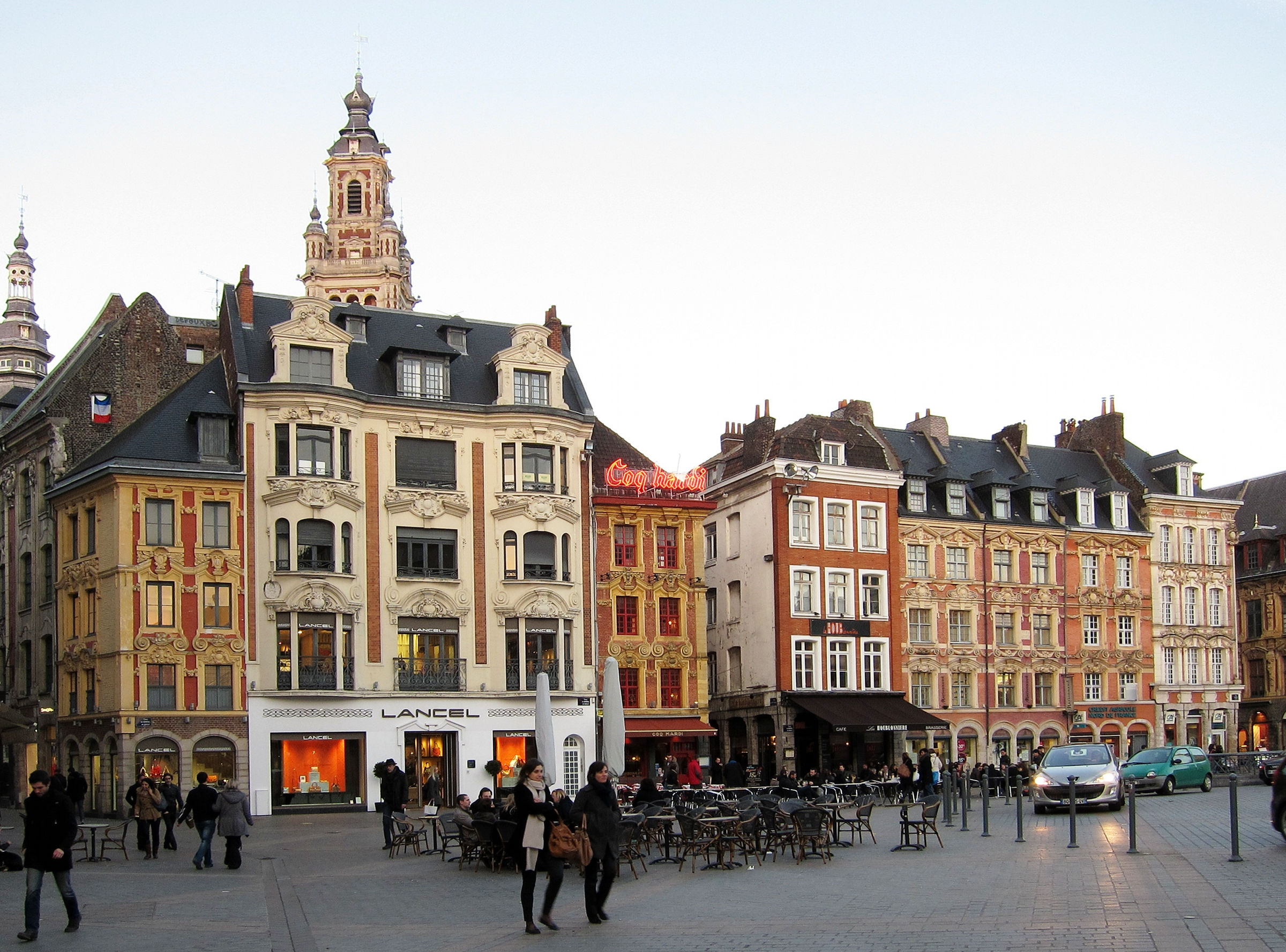
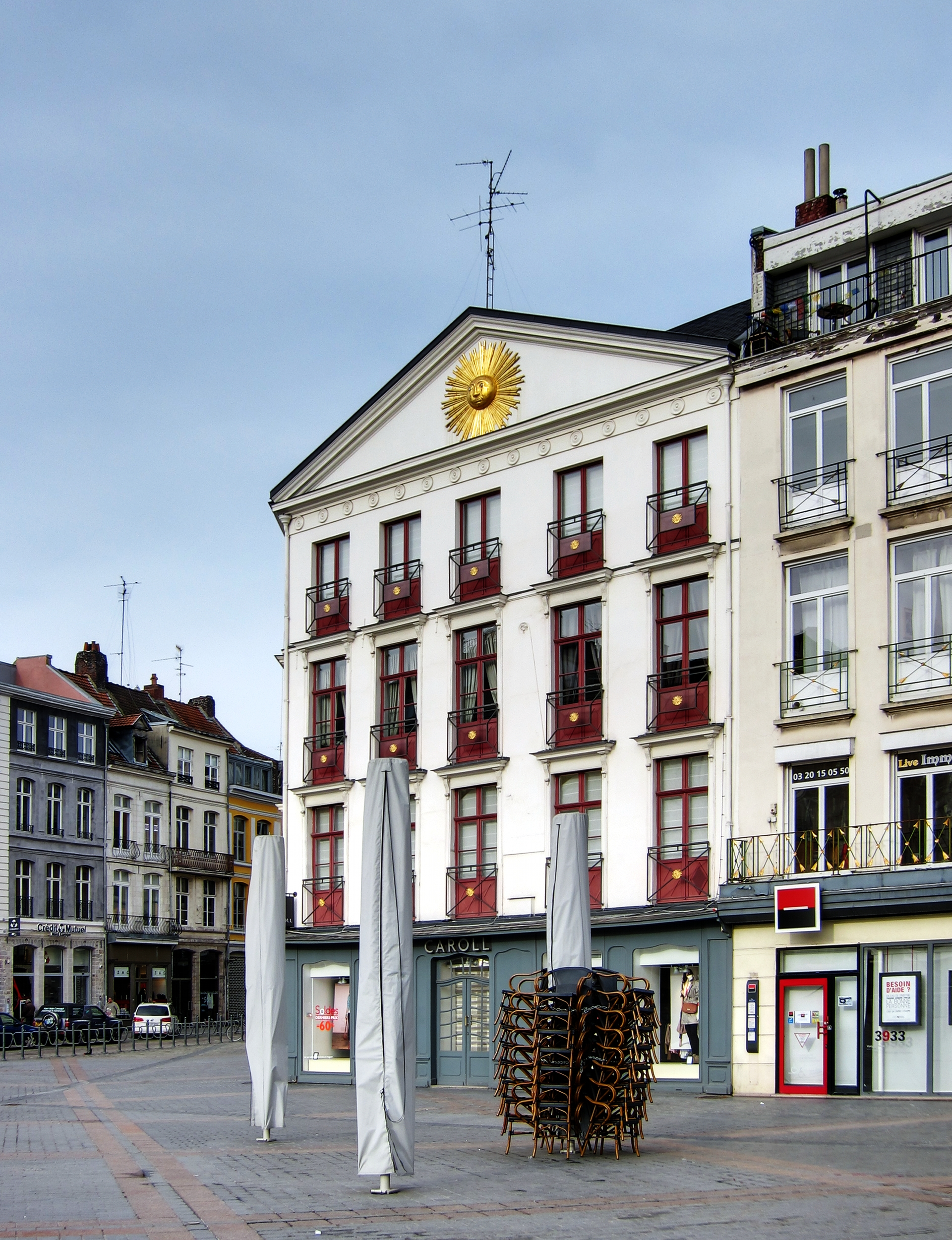
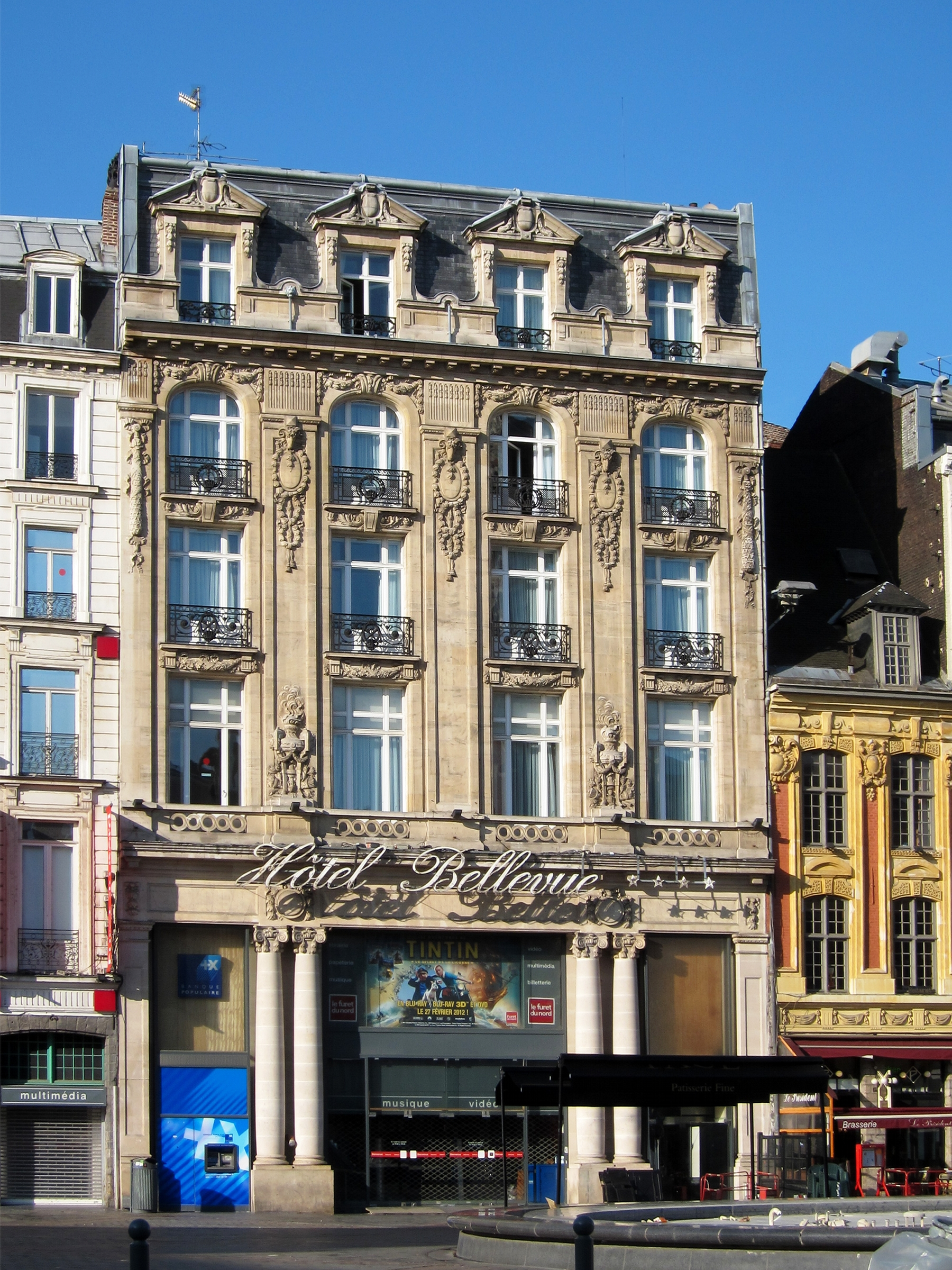
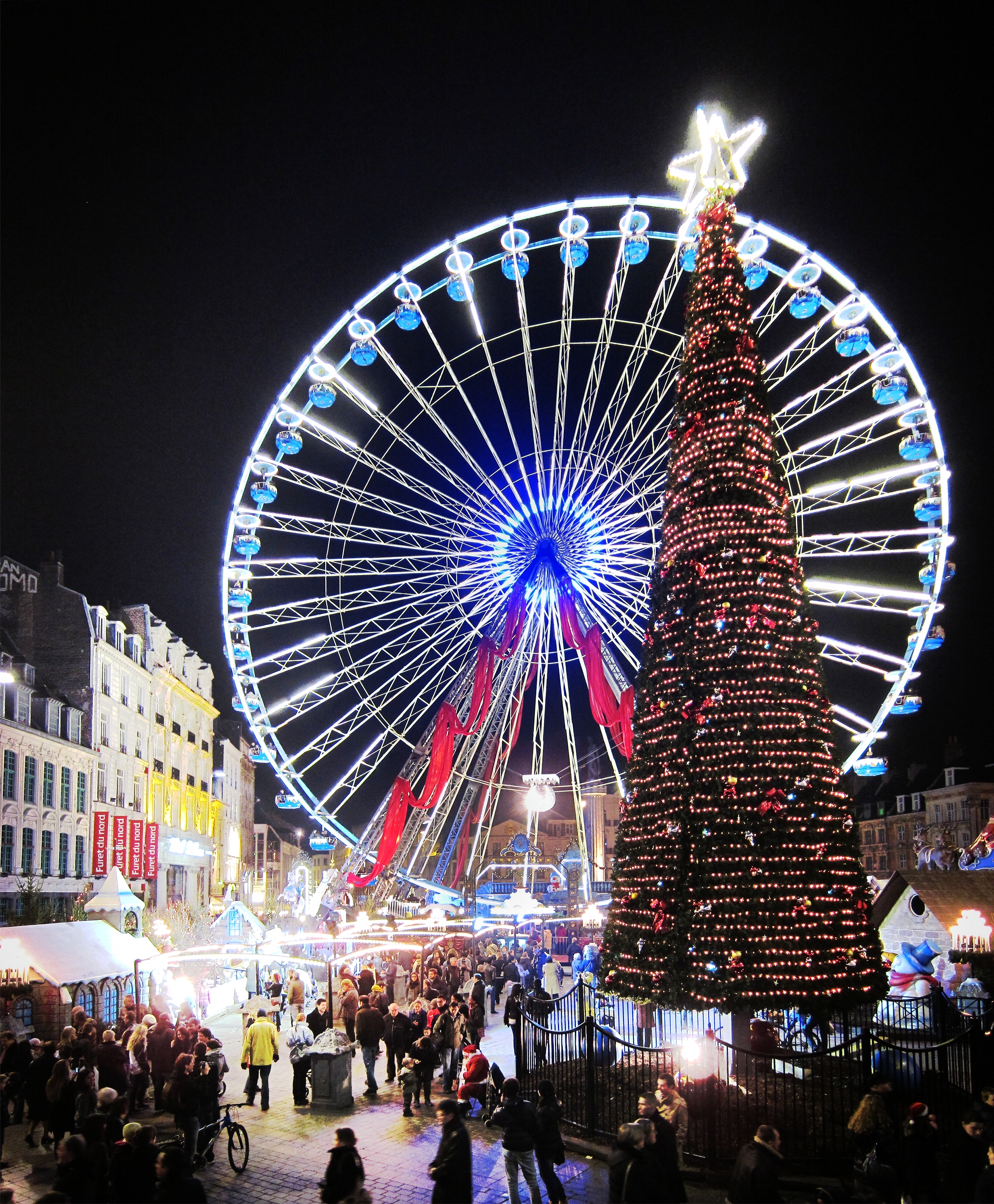